# Hilarempis juri
Hilarempis juri är en tvåvingeart som beskrevs av Smith 1962. Hilarempis juri ingår i släktet Hilarempis och familjen dansflugor. Inga underarter finns listade i Catalogue of Life.